# Aniela Gąska
Aniela Gąska (ur. 8 maja 1915, zm. 12 stycznia 2006) – polska „Sprawiedliwa wśród Narodów Świata”. 

## Życiorys
W trakcie II wojny światowej Aniela Gąska mieszkała na podwarszawskim Grochowie. Latem 1942 r., podczas zakrojonej na szeroką skalę akcji w getcie warszawskim, Tadeusz Plucer-Sarna wraz z synem Henrykiem zwrócili się do niej z prośbą o wynajęcie pokoju. Aniela zorientowała się, że są to Żydzi, którzy uciekli z getta i kierując się współczuciem i poczuciem obowiązku, przyjęła ich do siebie. Tadeusz, który miał wówczas około 65 lat, przebywał w jej mieszkaniu, gdzie udawał jej ojca, a jego syn był w tym czasie w piwnicy. Początkowo uchodźcy płacili czynsz, ale nawet gdy skończyły się im pieniądze, Gąska pozwoliła im zostać, a nawet pomagała w opłaceniu ich utrzymania. Gąska znalazła dla Tadeusza pracę jako prywatny nauczyciel muzyki, co pomagało uzupełnić ich skromne dochody.  
Jest pochowana na Cmentarzu Północnym w Warszawie (kw. T-IX-7, rządː 6, gróbː 6).  
22 grudnia 1992 r. Instytut Jad Waszem uhonorował Anielę Gąskę medalem „Sprawiedliwy wśród Narodów Świata”.